# Hyperolius langi
Hyperolius langi és una espècie de granota de la família dels hiperòlids que viu a la República Democràtica del Congo i, possiblement també, a Ruanda i Uganda.
Està amenaçada d'extinció per la pèrdua del seu hàbitat natural.